# Virtual Sailor
Virtual Sailor, creado por Ilan Papini y publicado por Quality Simulations y Hangsim, es un programa shareware que permite a los usuarios operar una amplia variedad de embarcaciones (vela y con motor) en ubicaciones de todo el mundo. Tanto los gráficos como la dinámica del barco se han diseñado para que sean lo más realistas posible, y el software también cuenta con funciones multijugador. Los usuarios pueden crear complementos que incluyen barcos, escenarios y animales marinos para compartir con otros jugadores.

## Jugabilidad

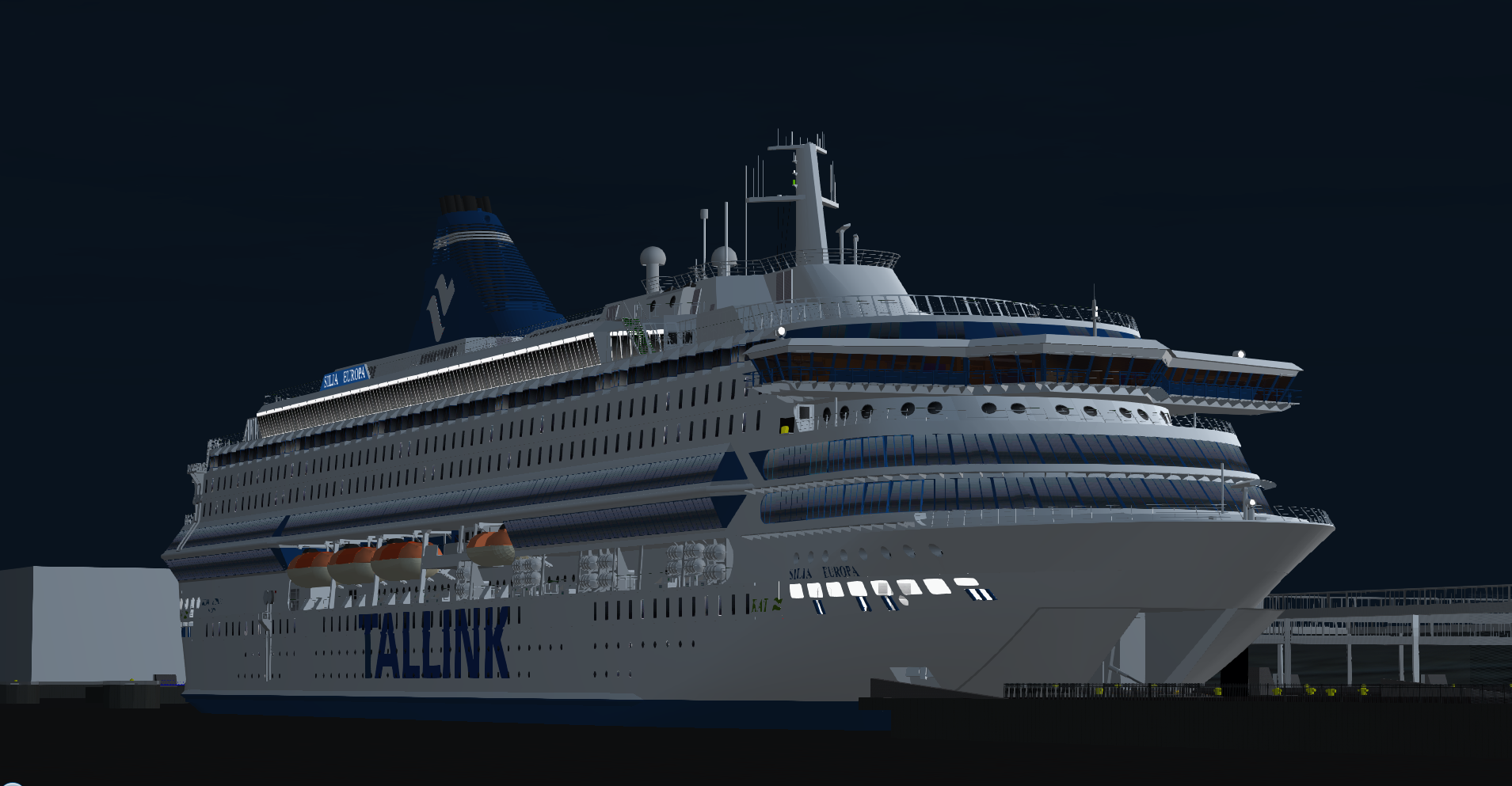
Captura de pantalla del MS Silja Europa, un barco creado por un usuario para el juego

Los jugadores pueden controlar una variedad de embarcaciones a vela y motorizadas por encima y por debajo del mar, interactuando con otras embarcaciones, cambiando las condiciones climáticas, la vida marina y los movimientos dinámicos de las olas. Es posible competir contra IA o competidores en línea, al igual que explorar, recrear viajes o combate naval. También es posible crear y editar tanto tipos de embarcaciones como paisajes marinos. Los paneles de control incluyen rumbo de brújula, velocidad y dirección del viento, velocidad, rpm, nivel de combustible, configuración del cabrestante, configuración de la vela, radar y GPS. Inusual para un simulador de vehículos, los usuarios de Virtual Sailor a menudo pueden recorrer los interiores de sus barcos. Las condiciones climáticas y del mar son ajustables, lo que permite diferentes niveles de juego, Las embarcaciones pueden controlarse mediante teclado, mouse o controladores de juegos personalizables.

Los usuarios pueden crear una gran variedad de tipos de embarcaciones y escenarios que están disponibles en foros y sitios de fans.

## Historia
Virtual Sailor se lanzó por primera vez en 1999 y desde entonces ha visto 13 versiones principales, con muchas actualizaciones menores lanzadas cada año, La versión 7.5.1 se lanzó el 25 de julio de 2017. En el período de nueve años entre las versiones 7.0 y 7.5, los desarrolladores recurrieron a un nuevo programa llamado "Vehicle Simulator". Vehicle Simulator, lanzado por primera vez el 27 de marzo de 2009, se expande en Virtual Sailor al permitir la simulación de automóviles y aviones, además de embarcaciones, sin dejar de ser compatible con versiones anteriores de muchos de los complementos creados para Virtual Sailor. 

## Recepción
GameSpot dijo sobre el juego: "Virtual Sailor simula todo el entorno marino y crea una experiencia de navegación completa, Su capacidad multijugador para navegación y carreras en línea crea una experiencia marina extremadamente inmersiva".